# Gustaaf Deloor
Gustaaf Deloor (* 24. Juni 1913 in De Klinge; † 28. Januar 2002 in Mechelen) war ein belgischer Radrennfahrer.

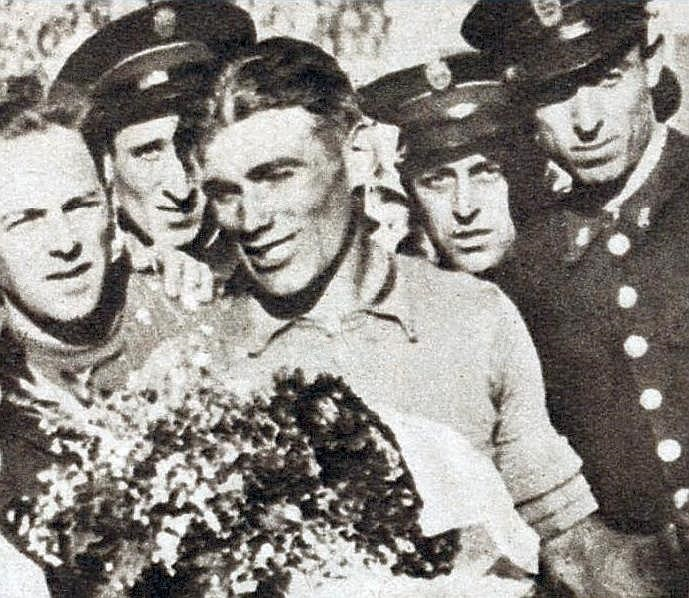

## Karriere
Gustaaf Deloors Profikarriere dauerte von 1932 bis 1939. Er gewann das Gesamtklassement der ersten zwei Austragungen der Spanienrundfahrt von 1935 und 1936. Danach verhinderte der Spanische Bürgerkrieg weitere Teilnahmen an der Vuelta, und der Beginn des Zweiten Weltkrieges 1939 bis 1945 beendete seine sportliche Karriere. Auch sein älterer Bruder Alfons Deloor war Profi-Radrennfahrer.

## Wichtigste Erfolge
- 1935 Gewinner der Spanienrundfahrt inklusive dreier Etappensiege (3.,11. und 14. Etappe)
- 1936 Gewinner der  Spanienrundfahrt inklusive dreier Etappensiege (2.,4. und 6. Etappe)
- 1937 Gewinner der 6. Etappe an der  Tour de France